# Džerzej (rasa goveda)
Džerzej rasa goveda (енгл. Jersey) (лат. Bos (primigenius) taurus) je nastala na u krunskom posedu Džerzi, na Kanalskim ostrvima, u Ujedinjenom Kraljevstvu i gaji se od 1867. godine. Kao izrazito mlečna rasa, pretežno se gaji zbog dobijanja velike količine mleka, koje predstavlja osnovnu sirovnu za proizvodnju prehrambeno-mlečnih proizvoda. Zbog svoje izrazite mlečnosti i mogućnosti aklimatizacije, kao mlečna rasa je rasprostranjena i van Velike Britanije. Dosta je popularna za pašnjački način držanja. Adaptibilna je i zbog toga dosta izvožena u SAD, Australiju, Novi Zeland, Dansku i druge države, tako da danas možemo govoriti o Američkom, Australijskom, Danskom i drugim tipovima džerzej rase. Za Srbiju ima mali značaj, jer su se javljale komplikacije tokom uvoza

## Produktivne osobine
Produktivan život Džerzej rase je duži nego što je to uobičajeno kod goveda, zato što polno sazrevaju mnogo ranije. Mleko koje daju se odlikuje visokim procentom mlečne masti, zbog čega je specifično i veoma traženo kao osnova za proizvodnju raznih mlečnih proizvoda sa visokim sadržajem mlečne masti kao štu su maslac, puter, pavlaka, kajmak. Džerzej rasa daje 3500-5000 L mleka u laktaciji, sa 4,7-6,3% mlečne masti. U nekim slučajevima zabeležen je sadržaj od 9% mlečne masti.

## Anatomske osobine
Spada u sitne rase goveda, visine grebena od 115 do 120cm. Ima karakaterističnu glavu, koja je mala i sa udubljenjem u čeonom delu, tako da su čeoni lukovi iznad ravni čela. Takođe, se primećuje srneća gubica, venac svetlijih dlaka oko gubice. Rogovi su kratki, u vidu venca iznad čeone površine. Poseduju dosta uzan prednji deo tela i veoma razvijen zadnji deo tela. Vrat je tanak, daskast sa izraženim kožnim naborima kao i sa leđnom linijom koja je malo ulegnuta. To je jednobojna rasa sa osnovnom bojom koja je tamnosmeđa i sa malo tamnijim naborima na vratu, butovima i stomaku.Muskulatura je dosta suva i vime veoma dobro razvijeno. Goveda ove rase po ukupnom izgledu odaju utisak grla idealnog mlečnog tipa, često fine pa čak i prefinjene konstitucije. Telesna masa krava iznosi 350-500 kg, a bikova 600-750 kg. Poseduje slabije tovne karakteristike, dnevni prirast 700-800 g. Kvalitet mesa loš, dosta suvo i slabo mramorirano meso.

## Ostale karakteristike
Posle rase Holštajn, smatra se drugom najrasprostranjenijom mlečnom rasom. Ako se koriste u svrhu tova, zbog slabog prirasta, najviše se gaje do mase od 200 do 250 kg.Svetski rekorder u životnoj produkciji mleka je 89.000 L, a mlečne masti 4.953 kg. Džerzej rasa goveda je poznata kao radoznala i izuzeno umerena rasa, pa se zbog toga preporučuju onima koji prvi put kreću da se bave stočarstvom. U toku hladnijih delova godine, njihovo mleko može pretrpeti promene u vidu smanjenja količine kalcijuma, što se kao poremećaj naziva лат. hypocalcaemia.

## Spoljašnje veze
- O rasi džerzej na sajtu